# Atticai büntetés-végrehajtási intézet
Az Attica Büntetés-végrehajtási Intézet egy New York államban, Attica városában található, New York állam büntetés-végrehajtási és közfelügyeleti minisztériuma által működtetett, maximális biztonságú állami börtön. Az 1930-as években épült, és az akkori legveszélyesebb bűnözők közül sokakat tartottak itt fogva. Az étkezdében és az ipari területeken telepített CS-gázrendszert (klórbenzilidin-malononitril) használták az ottani konfliktusok elfojtására. A börtönben jelenleg sok olyan rabot tartanak fogva, akik különböző típusú büntetéseket töltenek (rövidtávútól életfogytiglani börtönbüntetésig), és akiket általában más létesítményekben fennálló fegyelmi problémák miatt küldenek ide.

## Börtönlázadás
Attica volt a helyszíne az 1971-es börtönlázadásnak, amely 43 halálos áldozatot követelt, akik közül 33 elítélt, tíz pedig büntetés-végrehajtási tiszt és civil alkalmazott volt.

## Nevezetes rabok[6]
- David Berkowitz, ismertebb nevén Son of Sam, sorozatgyilkos, aki bevallotta, hogy hat embert megölt és többeket megsebesített New Yorkban az 1970-es évek végén. Mióta keresztény lett, Berkowitz kijelentette, hogy nem akar feltételesen szabadlábra kerülni, és meg kell fizetnie az elkövetett bűneiért. Berkowitz jelenleg a Shawangunk büntetés-végrehajtási intézetben van.[7]
- H. Rap Brown, a Fekete Párducok Pártjának vezetője 1971 és 1976 között Atticában töltötte büntetését.[8][9]
- Jimmy Caci, a Los Angeles-i bűnözőklán kapitánya az 1970-es években nyolc évet töltött Atticában fegyveres rablásért.[6]
- Mark David Chapman, aki bűnösnek vallotta magát John Lennon 1980-as meggyilkolásában. Chapmant 20 évtől életfogytig tartó szabadságvesztésre ítélték, és tizenegyszer tagadták meg tőle a feltételes szabadlábra helyezést a szabadulása ellen folytatott kampányok közepette. Chapman jelenleg a wendei büntetés-végrehajtási intézetben van.[6]
- Joseph Christopher, amerikai sorozatgyilkos, aki az 1980-as évek elején Buffalóban, Manhattanben és Rochesterben elkövetett gyilkosságsorozatával vált hírhedtté. 1985-ben Atticában helyezték el. 1993 márciusában halt meg.
- Edward Cummiskey, a Westies bérgyilkosa az 1970-es években.
- Valentino Dixon[10] ártatlannak bizonyult, és 2018-ban, 27 év börtön után szabadult, amikor egy másik férfi bevallotta a gyilkosságot, amiért Dixont elítélték.[11][12]
- Dean Faiello, engedély nélküli orvos, akit 2003-ban Maria Cruz filippínó-amerikai bankárnő meggyilkolásával vádoltak meg.
- Colin Ferguson, aki 1993-ban hat embert gyilkolt meg a Long Island Rail Roadon (LIRR) egy rasszista támadás során. Fergusont többszörös életfogytiglani börtönbüntetésre ítélték. Ferguson jelenleg az Upstate Correctional Facility-ben van elhelyezve.[13]
- Kendall Francois, aki nyolc nőt gyilkolt meg, és holttestüket a New York-i Poughkeepsie-ben lévő otthonában tárolta. Francois, aki feltételes szabadlábra helyezés nélküli életfogytiglani börtönbüntetését töltötte, 2014 szeptemberében halt meg.[6]
- Frank P. Giffune-t, az olasz maffia "bűnbakját" 1940-ben Atticába küldték, és 12-25 évre ítélték nagy értékű lopásért.
- Sam Melville, az 1960-as években "őrült bombázóként" elhíresült Weather Underground-tag, akit a New York-i állami rendőrség katonái öltek meg az 1971. szeptember 13-i atticai börtönlázadás során.[14]
- El Sayyid Nosair, az 1993-as World Trade Center elleni robbantásos merénylet terroristája rövid ideig az Attica börtönben volt elzárva Meir Kahane 1990-es meggyilkolásával kapcsolatban.
- Ralph "Bucky" Phillips, elítélt gyilkos, aki New York állam történetének egyik legnagyobb embervadászatát vezette.
- Joseph "Mad Dog" Sullivan, az egyetlen ember, aki valaha megszökött a börtönből.[15]
- Joel Rifkin, sorozatgyilkos, több mint négy évet töltött magánzárkában, mielőtt átszállították a Clinton megyei Clinton büntetés-végrehajtási intézetbe.
- Willie Sutton, aki az 1920-as évek végétől 1952-ig 100 bankot rabolt ki.[6]
- David Sweat, aki 2002-ben megölt egy Broome megyei helyettes seriffet, és 2015-ben megszökött a Clinton büntetés-végrehajtási intézetből, 2017-ben Atticában helyezték újra el.
- Jose Muniz, a Trinitarios, egy bronxi utcai banda tagja, aki részt vett Lesandro Guzman-Feliz meggyilkolásában.

## Fordítás
- Ez a szócikk részben vagy egészben  az   Attica Correctional Facility című angol Wikipédia-szócikk ezen változatának fordításán alapul.  Az eredeti cikk szerkesztőit annak laptörténete sorolja fel. Ez a jelzés csupán a megfogalmazás eredetét és a szerzői jogokat jelzi, nem szolgál a cikkben szereplő információk forrásmegjelöléseként.